# ATI Tray Tools
ATI Tray Tools — программа для тонкой настройки и разгона видеокарт AMD ATI Radeon. Размещается в системном трее, предоставляя быстрый доступ ко всем функциям. Работает под управлением ОС Windows 2000, Windows XP, Windows 2003, Windows Vista, Windows 7, включая их 64-битные версии. Полностью поддерживаются видеокарты начиная с Radeon 9500. Оверклокинг и настройки мониторов и телевизоров не поддерживаются на IGP серии. Интерфейс программы локализован на несколько языков, включая русский.
Коротко программу называют АТТ (ATI Tray Tools).

## Возможности
- Поддержка ATI Control Center
- Поддержка TV Out и настройка профилей мониторов
- Возможность изменения параметров режима «Театр»
- Низкоуровневый разгон с возможностью создания профилей, включая управление частотой вращения вентилятора и таймингами видеопамяти
- Автоматический разгон карты, при переходе в 3D режим
- Мониторинг температур
- Артефакт тестер с возможностью поиска максимально стабильных частот для чипа и памяти (авторазгон)
- Создание игровых профилей
- Настройка Direct3D, OpenGL
- Низкоуровневая коррекция цветовой гаммы
- Система OnScreen Display (OSD). Позволяет показывать FPS, скорость и температуру GPU/Видеопамяти прямо в момент игры, а также подключать внешние плагины для вывода любой информации.
- Возможность изменять PCI latency timer для Видеокарты
- Модуль «System Information», с показом полной информации о видеокарте
- Глобальные горячие клавиши
- Возможность установки раздельных частот для разных разрешений экрана
- Управление анизотропной, трилинейной фильтрацией и антиалиасингом, поддержка технологии Catalyst A.I.
- Поворот изображения на мониторе
- Поддержка HydraVision
- Показ мониторинга в виде графика
- Модуль записи звука
- Создание скриншотов
- Поддержка плагинов